# Eurocopter X3
Eurocopter X3 je eksperimentalni visokohitrostni žirodin helikopter, ki ga razvija evropski Eurocopter (zdaj Airbus Helicopters). 20. junija 2013 je X3 dosegel hitrost 472 km/h in naj bi tako bil nahitrejši helikopter na svetu.
Demonstratorski X3 je baziran na Eurocopterju EC155, dodani ima dve krili z majhnim razponom. Na koncih kril sta nameščena dva majhna propelerja za večjo potovalno hitrost. Helikopter ima dva turbogredna motorja Rolls-Royce Turbomeca RTM322, ki poganjata petkraki glavni rotor in preko mehanizma oba propelerja. Helikopter X3 naj bi potrdil koncept visokohitrostnega helikopterja, glavni rotor naj bi se vrtel počasneje za zmanjšanje zračnega upora na krakih rotorja, ki se pomikajo naprej in preprečitev izgube vzgona na krakih, ki s premikajo nazaj. Velik del vzgona pri potovalni hitrosti bi prispevali majhni krili in tako razbremenili obremenitev glavnega rotorja.
X3 je prvič poletel 6. septembra 2010 v bazi Istres-Le Tubé Air Base. 12. maja 2011 je poletel s hitrostjo 430 km/h.
Konvencionalni helikopterji imajo repne rotorje za izenačitev momenta glavnega rotorja. Pri X3 ima desni propeler večje obrate, zato ni potreben repni rotor.
X3 tehnologija naj bi se pojavila v serijsko izdelanih helikopterjih okrog leta 2020.

## Tehnične specifikacije
- Posadka: 2
- Motorji: 2 × Rolls-Royce Turbomeca RTM322 turbogredni, 1 693 kW (2 270 KM) vsak
- Propelerji: 2X petkraka propelerja
- Maks. hitrost: 472 km/h; 293 mph (255 vozlov) na višini 10 000 ft (3 048 m)
- Potovalna hitrost: 407 km/h (253 mph; 220 vozlov)
- Višina leta (servisna): 3 810 m (12 500 ft)
- Hitrost vzepnjanja: 28 m/s (5 500 ft/min)